# Программа Нанна — Лугара

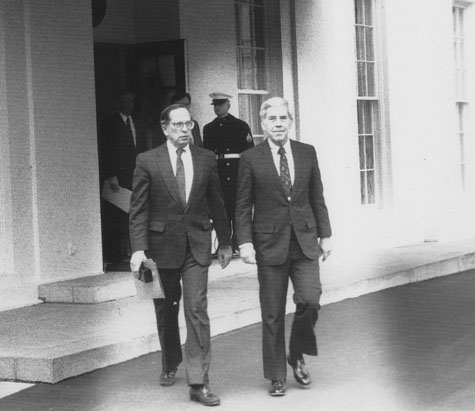
Сенаторы Нанн и Лугар выходят из Белого дома в 1991 году после совещания у президента США Джорджа Буша старшего по программе Нанна-Лугара

Программа совместного уменьшения угрозы (англ. Cooperative Threat Reduction Program, также программа Нанна — Лугара в честь сенаторов Сэмьюэла Нанна и Ричарда Лугара) — инициатива, реализуемая при участии DTRA (Агентства по уменьшению угрозы Министерства обороны США) с 12 декабря 1991 года в отношении России и стран СНГ. Заявленные цели программы:
- уничтожение ядерного, химического и других видов оружия массового поражения;
- транспортировка, хранение, вывод из эксплуатации и обеспечение эксплуатации оружия в связи с его уничтожением;
- установление контролируемых мер предосторожности, препятствующих распространению оружия;
- предотвращение нежелательного использования опыта и знаний в области создания вооружений;
- обеспечение процесса демилитаризации оборонных отраслей промышленности и конверсии военных возможностей и технологий;
- расширение контактов между США и странами СНГ по военным вопросам.

В рамках программы в период с 1991 по 2012 год, по официальным данным США, было выделено 8,79 млрд долларов. На эти деньги России, Украине, Казахстану и Белоруссии предоставлялось оборудование, услуги и консультации. Также проводился контроль американскими специалистами, чтобы выделяемое оборудование и технологии использовались только для ликвидации оружия.
Критики программы отмечали, что значительная часть средств, выделяемых по программе, тратилась на заказы американским подрядчикам и консультантам, а американские специалисты в ходе инспекций могли получить доступ к секретной информации.

## Результаты программы
На октябрь 2012 за время действия программы, по информации с сайта Ричарда Лугара, деактивировано 7610 ядерных боеголовок (план к 2017 году — 9265). Уничтожены:
- 902 межконтинентальные баллистические ракеты,
- 498 шахтных пусковых установок,
- 191 мобильная пусковая установка,
- 33 атомные подводные лодки,
- 684 баллистических ракет подводных лодок,
- 906 ракет класса «воздух-земля» с ядерными боеголовками,
- 155 бомбардировщиков,
- 194 ядерных испытательных туннеля.

Также произведено 590 перевозок ядерного оружия железнодорожным транспортом, улучшена безопасность на 24 хранилищах ядерного оружия, построено и снабжено 39 станций мониторинга биологических угроз. Украина, Казахстан и Белоруссия стали странами, не обладающими ядерным оружием.
В то же время российские специалисты отмечали, что значительная часть МБР и БРПЛ ликвидировалась за счёт России:
Несмотря на значительное содействие со стороны США, большая часть /стратегических наступательных/ вооружений на 1 января 2003 г. ликвидирована усилиями нашей страны за счет средств России.
В рамках программы был создан Международный научно-технический центр (МНТЦ), который обеспечивал краткосрочное (1-3 года) финансирование проектов, в которых участвовало более 30 тысяч ученых и специалистов из научных учреждений СНГ, в том числе из учреждений Минатома (ВНИИЭФ, ВНИИТФ и др.), ранее занятых в разработке и испытаниях ОМУ и средств его доставки.

## История
Программа было принята по инициативе госсекретаря Дж. Бейкера, рекомендовавшего администрации президента Буша оказать всевозможную помощь бывшим республикам СССР. В ноябре 1991 года программа была одобрена Конгрессом США.
17 июня 1992 года подписано «Соглашение между Соединёнными Штатами Америки и Российской Федерацией относительно безопасных и надёжных перевозок, хранения и уничтожения оружия и предотвращения распространения оружия» на 7 лет.

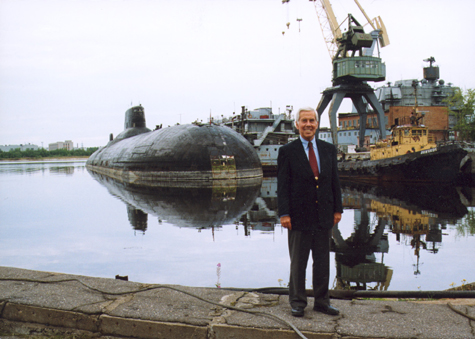
Сенатор США Ричард Лугар позирует на фоне готовящейся к утилизации подводной лодки ТК-202, 1999 год

15-16 июня 1999 года оформлен специальный протокол, который продлил срок действия Соглашения 1992 года ещё на 7 лет.
С марта 2002 года по январь 2003 года финансирование программы было приостановлено США из-за подозрений, что Россия скрывает информацию о своём химическом и бактериологическом оружии.
В конце 2002 года был введён в эксплуатацию завод по уничтожению химического оружия (иприт, люизит) в посёлке Горный Саратовской области. Он создавался при участии Германии.
В мае 2009 года был открыт завод по уничтожению химического оружия (в том числе зарина и V-газов) в городе Щучье Курганской области. Около трети стоимости завода, почти 1 млрд долларов, было предоставлено в рамках программы Нанна — Лугара.
В октябре 2012 года Россия решила, что не будет продлевать действие соглашения «без существенного пересмотра его условий».
16 июня 2013 года истекли текущие договоренности по программе.
17 июня 2013 года президенты России и США обсудили изменения по вопросам сотрудничества, начатого в рамках программы Нанна — Лугара, и заключили новое соглашение. В нём, по сравнению с исходной программой, было уменьшено количество совместных проектов (исключены вопросы ликвидации МБР, уничтожения химоружия, ядерной безопасности АЭС и работы по физической защите боеголовок) и значительно ограничен доступ американских инспекторов. Данное соглашение основано на рамочном соглашении от 2003 года о многосторонней ядерно-экологической программе РФ и дополнении к нему от 14 июня 2013 года.